# Иванов, Михаил Николаевич (физик)
Михаил Николаевич Иванов (5 (17) октября 1873, Симбирск — 4 марта 1943, Томск) — физик-теоретик, статский советник (1912), специалист по теоретической механике, профессор на кафедре теоретической механики Томского государственного университета; окончил Симбирское духовное училище; состоял в физико-математическом обществе при Казанском университете.

## Биография
Михаил Иванов родился 5 (17) октября 1873 года в Симбирске в семье потомственного почётного гражданина, являвшегося канцелярским служащим в Симбирском окружном суде. Михаил учился грамоте дома, под руководством своего отца. Поскольку родители не имели финансовых возможностей отдать сына в гимназию, Михаил окончил Симбирское духовное училище. В 1888 году он поступил в Симбирскую духовную семинарию; после её окончания он сдал экзамены на аттестат зрелости в Симбирской классической мужской гимназии. (Позже профессор Николай Горячев будет называть Иванова «отцом Михаилом».) В 1895 году Иванов стал студентом математического отделения, относившегося к физико-математическому факультету Императорского Казанского университета.
Являясь студентом третьего курса, Иванов написал сочинение на тему «Способы различения максимумов и минимумов в вариационном исчислении», за которое он получил от университета золотую медаль. На четвёртом курсе он принимал участие в семинарских занятиях, проходивших под руководством профессора Александра Васильева. В 1899 году, в связи с серией студенческих волнений, прошедших в университете Иванов был вынужден прервать учёбу на 2 года. Начал работать: преподавал математику в Первой Казанской мужской гимназии (по другим данным — работал как в Первой, так и во Второй гимназиях Казани с 1 февраля 1900 года). В итоге, в 1901 году, он окончил университет, получив диплом первой степени и звание кандидата. Являясь стипендиатом Министерства народного просвещения, в августе он получил назначение в Сарапульскую женскую гимназию — на пост учителя математики и физики. Одновременно преподавал математику в местном реальном училище. 1 августа 1903 года он стал преподавателем математики в Третьей гимназии Казани.
В 1904 году Михаил Иванов переехал в Томск: 1 сентября занял должность штатного преподавателя математики в Томском технологическом институте (ТТИ), по предложению его директора. В период с 1905 по 1916 год являлся членом конституционно-демократической партии. В Сибири он вел, под руководством профессора Фёдора Молина, практические занятия по теоретической механике и математике со студентами первых двух курсов. Заменял профессора кафедры теоретической механики в течение одного полугодия. Выбрал прикладную математику как тему «испытания» на степень магистра. В 1909 году сдал в Казани экзамены на степень магистра прикладной математики. 1 сентября 1910 года был на два года откомандирован с научными целями («для подготовки к профессорскому званию») в Европу. После возвращения в 1912 году, стал преподавателем математики в ТТИ: читал курс о бесконечномалых величинах.
В годы Гражданской войны, с января 1919, Иванов стал исполняющий должность (и.д.) экстраординарного профессора на кафедре теоретической механики Томского института. В период с 1918 по 1919 год являлся также секретарём механического факультета ТТИ. 18 августа 1917 года получил позицию приват-доцента на кафедре теоретической механики, относившейся к физико-математическому факультету Томского университета (по совместительству); с 1918 года являлся её экстраординарным профессором. В 1920 году получил позицию профессора университета Томска (по декрету Совнаркома); с февраля 1924 по 24 октября 1934 года состоял профессором на кафедре теоретической механики.
В институте и университете Иванов читал студентам курсы по теории определителей, по введению в математический анализ, а также — по дифференциальному исчислению, чистой математике и теормеханике; он также вел практические (семинарские) занятия по аналитической геометрии. Состоял в физико-математическом обществе при университете Казани; владел немецким, французским, итальянским, английским, и польским языками. С 1917 по 1926 год являлся секретарём Томского математического общества; в 1937 году был избран заведующим кафедрой математики в Томском индустриальном институте.

## Работы
В 1916 году Иванов опубликовал работу на тему «О малых колебаниях материальной системы около положения равновесия», в которой изложил свои результаты в теории малых колебаний около положения устойчивого равновесия — распространив их и на неголономные системы. По данным ТГУ, он «предложил новый метод, позволивший преобразовать уравнения Лагранжа к уравнениям гармонического типа. Большое внимание он уделил доказательству вещественности корней детерминанта полученной системы уравнений. М. Н. Иванов указал путь эффективного вычисления корней этого детерминанта, а также нахождения координат системы в случае простых и кратких корней»:
- Исчисление бесконечномалых: Лекции II семестра 1913/14 учебного года. Томск, 1914;
- О малых колебаниях материальной системы около положения равновесия. Томск, 1916;
- Рабочая тетрадь по курсу теоретической механики. Томск, 1931.

## Семья
Михаил Иванов был женат на Ольге Николаевне (в девичестве — Кремлева), дочери действительного статского советника.

## Архивные источники
- Государственный архив Томской области (ГАТО). Ф. Р-435. Оп. 2. Д. 40;
- ГАТО. Ф. Р-816. Оп. 16. Д. 7;
- ГАТО. Ф. Р-815. Оп. 12. Д. 140;
- ГАТО. Ф. Р-815. Оп. 18. Д. 134;